# Golden Earrings
Golden Earrings é um filme estadunidense de 1947, do gênero filme de aventura, dirigido por Mitchell Leisen e estrelado por Ray Milland e Marlene Dietrich.
Vista como "inacreditável" ou francamente "ridícula", apesar da sofisticação característica do diretor Leisen, esta aventura romântica e escapista marcou a volta de La Dietrich à Paramount Pictures depois de uma década longe do estúdio. Creditada em segundo lugar, abaixo do astro Milland, ela faz uma cigana sem nenhum glamour, carregada de braceletes, miçangas e maquiagem escura.
A canção-título, cantada no filme por Murvyn Vye, foi um grande sucesso no ano seguinte na voz de Peggy Lee e deu nome à banda de pop-rock Golden Earring (formada em 1961 como Golden Earrings, ela abandonou o "s" em 1969).
Golden Earrings enfrentou problemas com a censura, pois o casal protagonista vive junto sem ser casado.

## Sinopse
Os agentes ingleses Harry Deniston e Richard Byrd vão para a Alemanha em 1939 em busca da fórmula secreta de um gás venenoso inventado pelo professor Otto Krosigk. Presos pelos nazistas, conseguem escapar, com planos de se reencontrar tempos depois em Freiburg. Enquanto procura sair da Floresta Negra, Harry encontra uma caravana de ciganos, entre eles a extrovertida Lydia, que o disfarça com a indumentária do bando, inclusive brincos dourados. Com o tempo, Harry consegue o amor de Lydia e o respeito de seus companheiros, que o ajudam em sua missão.

## Elenco
| Ator/Atriz        | Personagem             |
| ----------------- | ---------------------- |
| Ray Milland       | Harry Deniston         |
| Marlene Dietrich  | Lydia                  |
| Murvyn Vye        | Zoltan                 |
| Bruce Lester      | Richard Byrd           |
| Dennis Hoey       | Hoff                   |
| Quentin Reynolds  | Jornalista             |
| Reinhold Schünzel | Professor Otto Krosigk |
| Ivan Triesault    | Major Reimann          |